# Política de austeridad rumana de los años 1980

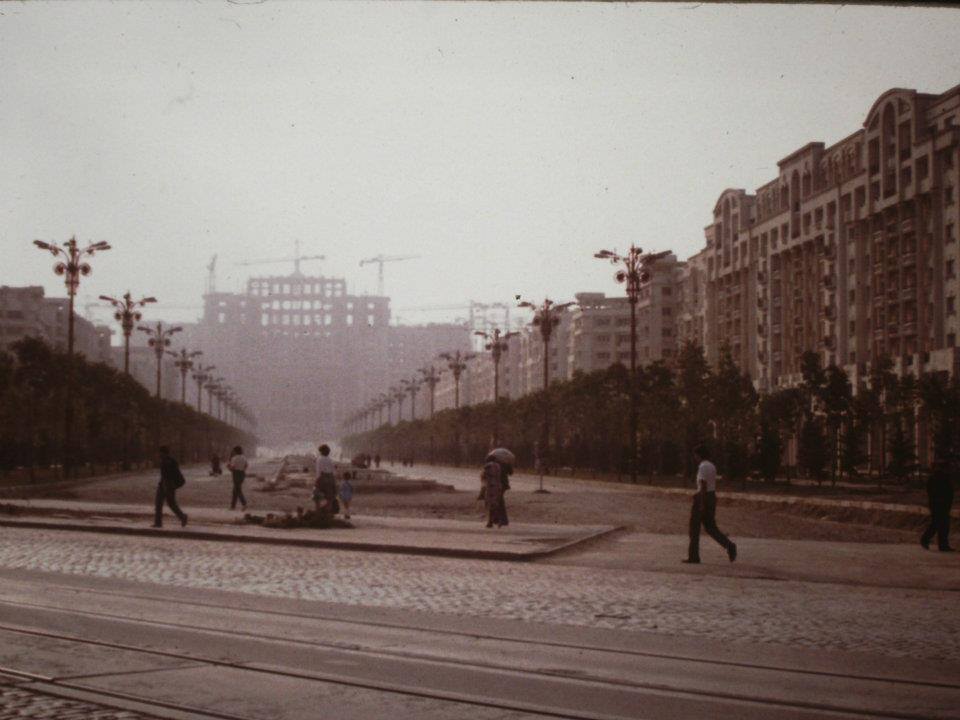
Durante los peores años de austeridad de Rumania, Nicolae Ceaușescu ordenó construir la Casa Poporului, el edificio administrativo más grande del mundo. En la imagen, Bulevardul Unirii y, al fondo, la construcción del edificio, el 1 de mayo de 1986 en Bucarest.

La política de austeridad rumana de los años 80 fue impuesta por el presidente rumano Nicolae Ceaușescu con el propósito de pagar la deuda externa contraída por el estado en la década de los setenta. Desde 1981, la austeridad llevó a un periodo de recesión económica durante la década de 1980, como un método de "terapia de choque sui generis" que conllevó una bajada de la competitividad económica de Rumania y un descenso de las importaciones.
Las duras medidas de austeridad afectaron negativamente a los estándares de calidad de vida de los ciudadanos, con un racionamiento de bienes cada vez mayor, y llevó finalmente a la caída del Partido Comunista Rumano en la Revolución rumana de 1989.

## Situación económica

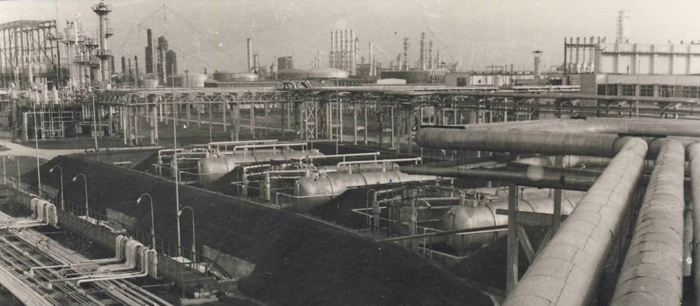
Planta química en Ploiești en 1972, importante centro industrial de Rumania.

### Antecedentes
Entre 1950 y 1975, la economía de Rumania creció a uno de los mayores ritmos del mundo, y en las décadas de 1960 y 1970, Ceaușescu fue considerado uno de los más «ilustrados» líderes de la Europa del Este. Con su política doméstica, trató de ganarse el apoyo popular en los años 1960, mediante el aumento salarial, la reforma del sistema de pensiones y la incitación a consumir a través de la bajada de precios de los bienes de consumo.
Sin embargo, el crecimiento económico (sobre todo en la década de 1970) se basó en la inversión en industria pesada (un 34,1% del PIB en el Plan Quinquenal 1971-1975) más que en el consumo. Algunas industrias, como la petroquímica o la del acero, tenían una capacidad de producción mayor de la necesaria para satisfacer las necesidades propias y la demanda exterior, resultando en una infrautilización de las instalaciones. En líneas generales, la economía sufrió de una combinación de unidades de trabajo tanto ineficientes como productivas y un análisis basado en planes utópicos antes que en los beneficios contantes y sonantes, resultando en una falsificación de estadísticas y grandes inventarios de stock sin vender.
Según el economista Daniel Daianu, el crecimiento fue un caso claro de crecimiento insostenible y empobrecedor, puesto que la industrialización y el aumento de relaciones con otras economías de mercado capitalistas se realizaron sobre una base funcionalmente débil, dejando de lado los mecanismos básicos del mercado. Por otro lado, la economía tenía una gran preferencia hacia las empresas grandes: un 87% de los trabajadores industriales y un 85% de la producción industrial venía de empresas de más de 1000 empleados, resultando en un sistema económico poco flexible. Este tipo de crecimiento limitó el potencial de exportación y las divisas para pagar los préstamos se obtuvieron, en consecuencia, a través de un recorte en las importaciones.

### Préstamos internacionales
Los países occidentales se mostraron dispuestos a financiar la adquisición de tecnología por parte de Rumania en los años setenta sobre la base de intereses políticos. Las deudas contraídas subieron de 1 200 millones de dólares en 1971 a 13 000 millones en 1982. La crisis energética de los años 70, unida a un aumento de los tipos de interés crediticios, hicieron que Rumania no pudiera pagar sus deudas.
En 1981, para realizar tal pago, el gobierno solicitó al Fondo Monetario Internacional (FMI) una línea de crédito y adoptó una política de austeridad para pagar a sus acreedores.
Siguiendo las recomendaciones del FMI, se redujeron las importaciones y aumentaron las exportaciones. El efecto de esos recortes a la hora de importar, al no considerarse que la mayoría de alimentos que se consumían en el país eran importados, no fue correctamente estimado por los analistas internacionales y llevó al racionamiento de comida. Para 1986, se había pagado la mitad de la deuda, y en 1989 se concluyó ese pago antes de tiempo, pero sin un cese de la política de austeridad.

### Política de austeridad
Ceaușescu inició un programa de austeridad sin reformar previamente el sistema económico inflexible y centralizado (es decir, siguió una economía de planificación centralizada). Los recursos energéticos fueron desviados a una producción ineficiente de bienes para ser exportados. Incluso las necesidades básicas, como la comida, la calefacción, la electricidad y la atención médica, fueron racionadas, con el consiguiente deterioro de las infraestructuras. Debido a estas políticas de austeridad, el FMI estima que, en 1983, los estándares de vida habían bajado entre un 19 y un 40 por ciento.

### Inflación y bajada de la renta
Desde 1978, el gobierno comenzó a subir precios que hasta entonces habían sido estables. En la primera oleada de subidas, aumentaron los precios de los alimentos, los servicios, transporte público, ropa, madera y productos hechos con ella. En 1979, una segunda oleada de subida de precios afectó a la gasolina, el gas natural y la electricidad.
Durante 1982, los precios volvieron a subir: inicialmente, solo habría una subida de los precios, pero el proceso se hizo más gradual. En 1982, este aumento alcanzó el 35 por ciento. Además, comenzó un racionamiento de la energía con un aumento del precio de la misma: la electricidad subió un 30% y el gas natural un 150%.
Entre los días 7 y 8 de octubre de 1982, el Comité Central del Partido Comunista de Rumania aprobó una ley que estableció la participación obrera en las fondos de reserva de capital para inversión de las empresas. Mediante esta ley, los trabajadores tenían el «derecho» (la obligación) de participar con su dinero en la compañía, convirtiéndose de esa manera en sus «dueños». En la práctica, era una manera compleja de rebajar los sueldos, ya que parte de estos recaían obligatoriamente en la capitalización de los fondos.
En diciembre de 1982, se aplicó una nueva reforma del sistema de salarios: parte de los sueldos se pagarían a los trabajadores mediante un sistema de incentivo por objetivos. Esta parte fue primero de un 24 por ciento, y más tarde, de un 27 por ciento. El Gobierno dio por no alcanzados los objetivos, lo que implicó una bajada salarial.
En resumen, la renta comenzó a contraerse no solo por la inflación, sino por la falta de ciertos productos. Mientras tanto, la mayoría del consumo se realizaba en el floreciente mercado negro.

### Recortes gubernamentales
Según Vlad Georgescu, la política de austeridad hizo que el estado pareciera haber dejado de lado el compromiso social adquirido anteriormente, pues los gastos sociales bajaron durante la década de 1980. Entre los años 1980 y 1985, se recortó en vivienda (37%), sanidad (17%) y en educación, cultura y ciencia (53%), según datos del COMECON.
Los recortes en sanidad conllevaron un aumento de la mortalidad infantil (una de las más altas de Europa), y la aparición con fuerza del sida, transmitida por la reutilización de agujas hipodérmicas esterilizadas defectuosamente.

### Racionamiento alimenticio

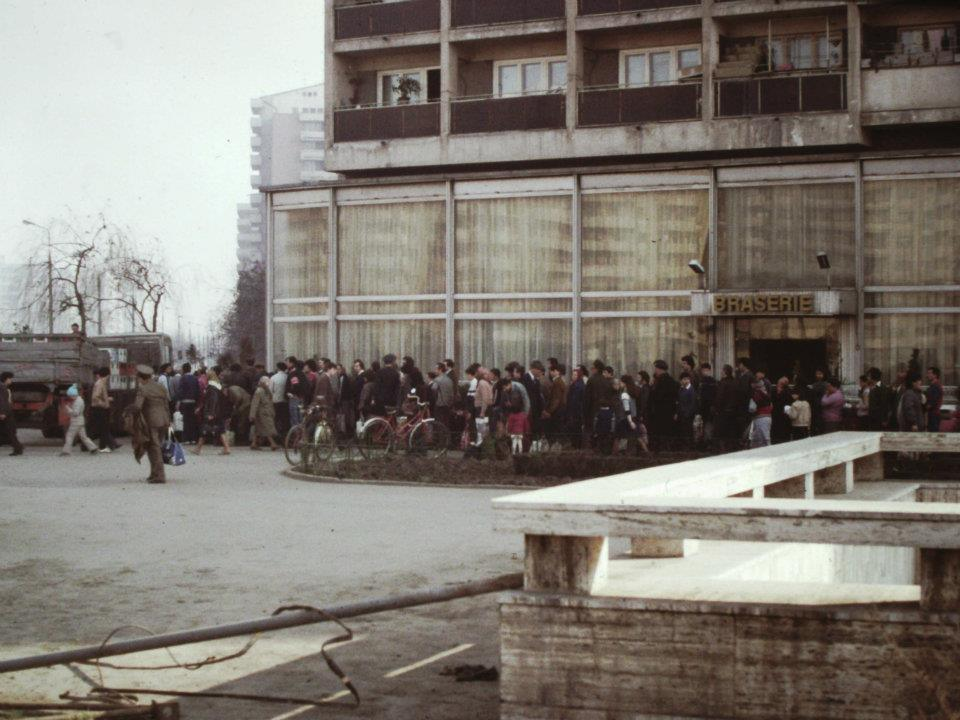
Una de las habituales colas en Bucarest durante la década de 1980, en esa ocasión, para comprar aceite.

La agricultura rumana había sido ignorada por el gobierno en favor de la industria: a pesar de emplear a un 30% de la población activa, la inversión no estaba organizada y era escasa. Aunque tres de cada diez rumanos trabajaban en el campo, el sistema agrícola no tenía suficientes trabajadores, por lo que el Estado llevaba a estudiantes universitarios y a niños (2,5 millones en 1981 y 2 millones en 1982) a trabajar en el campo recolectando o haciendo otras labores.
Rumania empezó a sufrir de racionamiento alimenticio crónico y a pesar de los intentos gubernamentales de solucionar el problema, este persistió durante los años ochenta. Desde 1983, se comenzó a exigir una parte de la producción a las cooperativas y a los campesinos (obligación abolida en 1956), y la parte que podía venderse libremente debería verse sometida a una dura regulación gubernamental.
En 1981, se comenzó a implantar un sistema de racionamiento, inicialmente solo para pan, leche, aceite de cocina, azúcar y carne. El racionamiento de algunos productos básicos se daba solo fuera de Bucarest, ciudad en la que aún podían comprarse libremente. Ceaușescu impulsó un Programa de Alimentación Racional, un «plan científico» para reducir la ingesta de calorías por ciudadano, bajo el pretexto de que se comía mucho. Se trató de reducir la ingesta calórica a 2800–3000 calorías/día. En diciembre de 1983, se rebajaron aún más los aportes calóricos para el plan de 1984.

### Racionamiento energético
Las subestaciones eléctricas y el gas ciudad (básico para la calefacción) se cortaban en muchas ocasiones para ahorrar energía, resultando en inviernos insoportables. Se redujo la disponibilidad de agua caliente en la mayoría de apartamentos a un día a la semana. Los cada vez más frecuentes cortes eléctricos afectaban hasta al funcionamiento normal de los hospitales: por ejemplo, en el invierno de 1983, decenas de bebés bajo cuidados intensivos murieron debido al corte de suministro eléctrico a las incubadoras. El alumbrado público solía ser apagado y reducido al mínimo.
Comenzó el racionamiento de gasolina: los propietarios de un coche solo podían comprar 30 litros de carburante al mes, y comenzaron a establecerse días en los que conducir un coche particular quedaba prohibido. Para ahorrar combustible, los medios de comunicación empezaron a proponer a los campesinos el cambio de herramientas mecánicas a manuales, usando carretas y caballos en vez de camiones y tractores.
En 1985, Ceausescu ordenó cerrar todas las emisoras de radio regionales; al mismo tiempo, redujo el servicio de televisión a un único canal con una programación de entre dos y tres horas con el propósito de ahorrar energía.

## Revolución
La austeridad económica, unida a la represión política, fue la mayor razón tras las protestas y la consiguiente revolución de diciembre de 1989. Las políticas de Ceaușescu no solo lo aislaron del pueblo, sino también del PCR, como quedó reflejado en la Carta de los seis (una masiva crítica con las políticas del presidente rumano escrita por seis líderes relevantes del partido) y el ejército.